# Kapp Records
Kapp Records  fue una compañía discográfica estadounidense fundada en 1954 y cesada en 1973 por David Kapp, que es el hermano de Jack Kapp quien laboraba en las discográficas Brunswick Records, RCA Victor y Decca Records.
El sonido de la discográfica aborda varios géneros, pero principalmente se basaba en el jazz, rock, pop, easy listening, big band, entre otros.
Desde su cese en 1973, Universal Music Group posee en la actualidad los derechos musicales de la discográfica.

## Algunos artistas de la discográfica
- Budgie
- Elton John
- Jerry Fielding
- Louis Armstrong
- Silver Apples
- Sonny & Cher
- The Nightcrawlers